# Judah Friedlander
Judah Friedlander (nascido em 16 de Março de 1969) é um actor e comediante americano, conhecido por sua marca de bonés, óculos enormes e aparência desleixada, que mantém em muitos de seus papéis no cinema.

## Vida e carreira
Friedlander nasceu em Gaithersburg, Maryland, filho de Shirley (Sestric) e Art Friedlander. Seu pai era russo de ascendência judia e sua mãe, uma nativa de Pittsburgh, é croata americana.
Friedlander começou no show business como cinegrafista em um curta de Chris Rock intitulado Who Is Chris Rock?. Dez anos depois, Friedlander começou a trabalhar a frente da câmara, com aparições em Lateline e papéis em numerosos filmes de comédias, incluindo Meet the Parents, Zoolander e Full Grown Men. O filme que mais notou Friedlander até à data, foi American Splendor, onde ele interpretava Toby Radloff. Ele apareceu como "The Hug Guy" no vídeo "Everyday" da Dave Matthews Band em 2001. Ele também interpretou um papel regular na série do VH1, Best Week Ever e atualmente em 30 Rock na NBC, no qual ele interpreta Frank Rossitano, um dos escritores do TGS with Tracy Jordan, uma paródia do Saturday Night Live. Em cada episódio, Friedlander usa um slogan diferente em seu chapéu desenhado por si mesmo.
Friedlander aparece em vários locais de comédia standup em Boston, Nova Iorque e Los Angeles, incluindo Carolines on Broadway e na Universidade Tufts. Sua mais conhecida palavra é "O Campeão do Mundo do Mundo", no qual ele faz afirmações bizarras de grandeza. Por exemplo, ele afirma em seu site uma vez ter marcado 243 golos em um único jogo internacional de futebol no Brasil ao mesmo tempo, atuando como árbitro. Friedlander apresentou o Live Comedy Central em Gotham.
Friedlander trabalhou como apresentador nos bastidores do TV Land Awards online durante dois anos.
Em 2010, ele foi o autor do livro de comédia How to Beat Up Anybody: An Instructional and Inspirational Karate Book by the World Champion.

## Filmografia
| Ano  | Título                      | Papel                                           | Notas             |
| ---- | --------------------------- | ----------------------------------------------- | ----------------- |
| 2000 | Endsville                   | Fã de Wrestling                                 |                   |
| 2000 | Meet the Parents            | Pharmacy Clerk                                  |                   |
| 2001 | Wet Hot American Summer     | Ronald von Kleinenstein                         |                   |
| 2001 | Spring Break Lawyer         | Mervin                                          | TV                |
| 2001 | Zoolander                   | Scrappy Zoolander                               | sem falas         |
| 2001 | How High                    | Estudante                                       |                   |
| 2002 | Showtime'                   | Julio                                           |                   |
| 2003 | The Trade                   | Duffy Dyer                                      |                   |
| 2003 | Old School                  | Figura de Acção                                 | Versão da TV      |
| 2003 | American Splendor           | Toby Radloff                                    |                   |
| 2003 | The Janitor                 | Homem Bêbedo                                    |                   |
| 2004 | Channel Surfing             | Voz TV                                          |                   |
| 2004 | Along Came Polly            | Dusty                                           |                   |
| 2004 | Starsky and Hutch           | Homem do Gelado                                 |                   |
| 2004 | Bad Meat                    | Homem da Manutenção                             |                   |
| 2004 | Curb Your Enthusiasm        | Donald, o rapaz que descobriu o truque de magia | TV                |
| 2005 | Duane Hopwood               | Anthony                                         |                   |
| 2005 | Southern Belles             | Duane                                           |                   |
| 2005 | Pizza                       | Jimmy                                           |                   |
| 2005 | The Unseen                  | Earl                                            |                   |
| 2005 | Sunday Pants                |                                                 | Voz TV            |
| 2005 | Feast II: Sloppy Seconds    | Rapaz da Cerveja                                |                   |
| 2006 | The Darwin Awards           | Simon                                           |                   |
| 2006 | Date Movie                  | Nicky                                           |                   |
| 2006 | Live Free or Die            | Hesh                                            |                   |
| 2006 | The Cassidy Kids            | Max Cassidy (Adulto)                            |                   |
| 2006 | Full Grown Men              | Elias Guber                                     |                   |
| 2006 | 30 Rock                     | Frank Rossitano                                 | Recorrente        |
| 2006 | Wonder Showzen              | Crickey                                         | TV, ep. 203 & 207 |
| 2007 | Chapter 27                  | Paul                                            |                   |
| 2007 | The Proctor                 | Harry                                           |                   |
| 2007 | Flight of the Conchords     | Pawn Shop Patron                                | TV                |
| 2008 | Meet Dave                   | Engineer                                        |                   |
| 2008 | The Wrestler                | Scott Brumberg                                  |                   |
| 2009 | I Hate Valentine's Day      | Dan O'Finn                                      |                   |
| 2009 | Cabin Fever 2: Spring Fever | Toby                                            |                   |
| 2010 | Beware the Gonzo            | Rapaz da Cafeteria                              | (pós-produção)    |